# Jerome (Illinois)
Jerome és una població dels Estats Units a l'estat d'Illinois. Segons el cens del 2000 tenia 1.414 habitants.

## Demografia
Segons el cens del 2000, Jerome tenia 1.414 habitants, 708 habitatges, i 393 famílies. La densitat de població era de 1.475,5 habitants/km².
Dels 708 habitatges en un 20,8% hi vivien nens de menys de 18 anys, en un 43,4% hi vivien parelles casades, en un 9,5% dones solteres, i en un 44,4% no eren unitats familiars. En el 39,1% dels habitatges hi vivien persones soles el 15,5% de les quals corresponia a persones de 65 anys o més que vivien soles. El nombre mitjà de persones vivint en cada habitatge era de 2 i el nombre mitjà de persones que vivien en cada família era de 2,64.
Per edats la població es repartia de la següent manera: un 18% tenia menys de 18 anys, un 4,6% entre 18 i 24, un 28% entre 25 i 44, un 24,3% de 45 a 60 i un 25,2% 65 anys o més.
L'edat mediana era de 44 anys. Per cada 100 dones de 18 o més anys hi havia 78,7 homes.
La renda mediana per habitatge era de 41.974 $ i la renda mediana per família de 48.362 $. Els homes tenien una renda mediana de 31.400 $ mentre que les dones 30.508 $. La renda per capita de la població era de 23.350 $. Aproximadament l'1,5% de les famílies i el 3,5% de la població estaven per davall del llindar de pobresa.

## Poblacions més properes
El següent diagrama mostra les poblacions més properes.